# Shunzo Ono
Shunzo Ono (大野 俊三 Ono Shunzo?), född 29 mars 1965, är en japansk tidigare fotbollsspelare.
Han blev utsedd till J.Leagues "Best Eleven" 1993.